# Powiat Raciborski
Der Powiat Raciborski ist ein Powiat (Kreis) in der polnischen Woiwodschaft Schlesien mit der Kreisstadt Racibórz. Er hat eine Fläche von 544 km², auf der rund 110.000 Einwohner leben.

## Gemeinden
Der Powiat Raciborski umfasst acht Gemeinden, fünf Landgemeinden und zwei Stadt-und-Land-Gemeinden. Die Gemeinde Kranowitz führte 2008 zusätzliche amtliche deutsche Ortsnamen ein.

### Stadtgemeinde
- Racibórz (Ratibor)

### Stadt-und-Land-Gemeinden
- Krzanowice / Kranowitz
- Kuźnia Raciborska (Ratiborhammer)

### Landgemeinden
- Kornowac (Kornowatz)
- Krzyżanowice (Kreuzenort)
- Nędza (Buchenau)
- Pietrowice Wielkie (Groß Peterwitz)
- Rudnik (Rudnik)

## Partnerschaften
- Märkischer Kreis, Nordrhein-Westfalen, 1970
- Wrexham, County Borough, Wales
- Rendsburg, Schleswig-Holstein, 2004